# Jarmila Glazarová

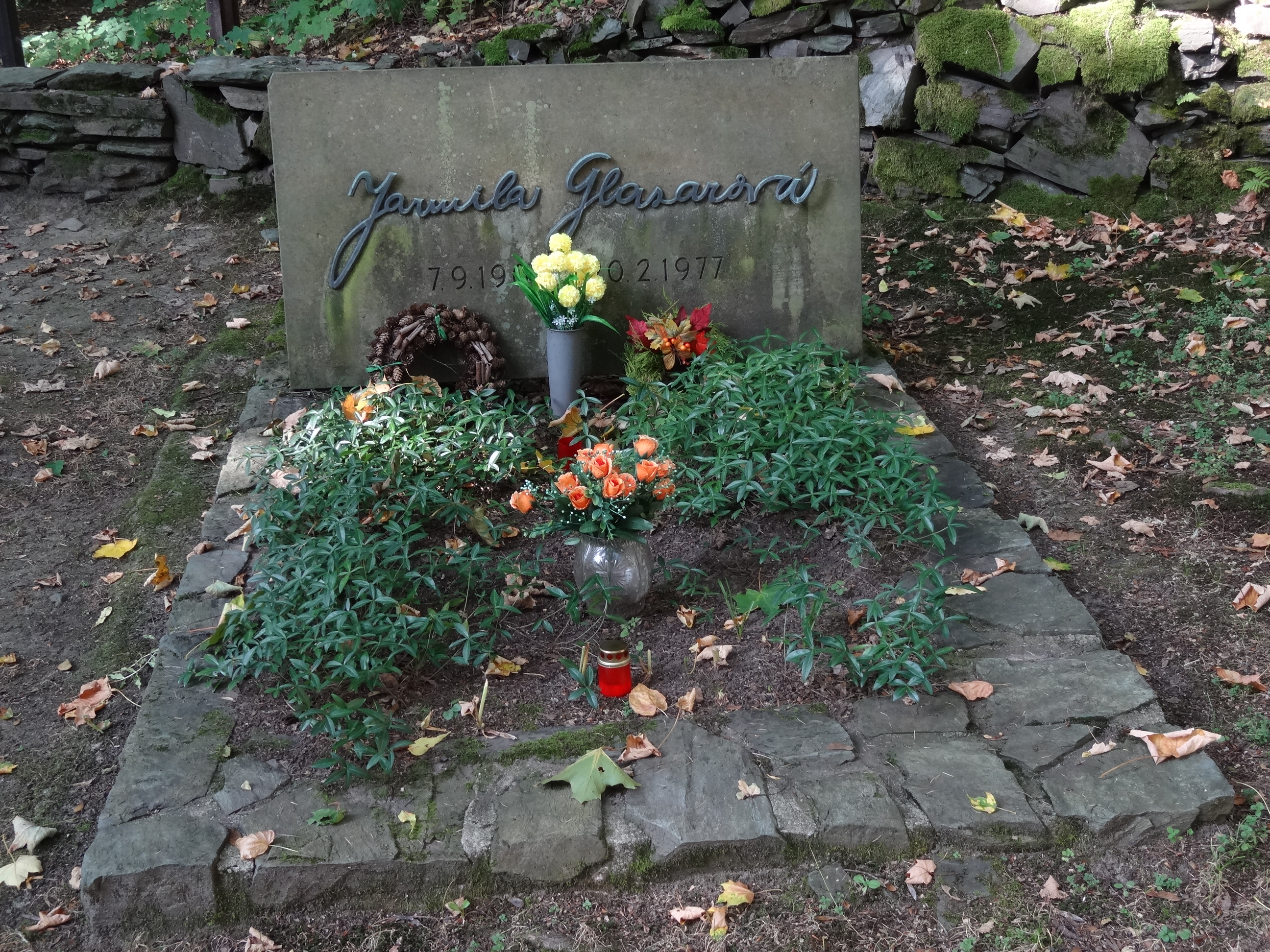
Grab Jarmila Glazarová

Jarmila Glazarová (* 7. September 1901 in Malá Skála bei Turnov; † 20. Februar 1977 in Prag; verheiratete Jarmila Podivínská) war eine tschechische Schriftstellerin.

## Leben
Ihre Eltern starben früh und sie heiratete einen älteren Partner. Zwischen den Weltkriegen war sie als Kulturattaché in Moskau tätig.

## Werke
Ihr Wirken bezieht sich auf die Regionen Schlesien und Beskiden. Sie beschreibt darin ihre eigene Ehe und die tragischen Schicksale anderer Frauen. Die meisten Werke entstanden zwischen 1936 und 1940, darunter Roky v kruhu (Jahre im Kreis) – 1936, die Chronik ihrer zwölfjährigen, glücklichen Ehe mit einem Arzt. 
Im 1938 erschienenen Roman Vlčí jáma (Die Wolfsfalle) schildert sie das Zusammenleben eines Landarztes mit seiner älter werdenden despotischen Frau und der jungen Pflegetochter.
Ihr bedeutendstes Werk ist das 1939 publizierte Buch Advent. Es gehört in die Rubrik der Balladenprosa. Die Mutter sucht ihr verlorenes Kind, rettet es vor dem sicheren Tod und rächt sich am brutalen Vater und seiner Geliebten. Die Geschichte spielt sich während einer Nacht ab.
Jarmila Glazarová schrieb auch Feuilletons, Reiseberichte sowie Artikel über Literatur und Schriftsteller.

## Verfilmungen
- 1956: Die Magd vom Javorhof (Advent)
- 1957: Er gehört mir ; auch: Die Wolfsfalle (Vlci jama)